# Bodil de la Parra
Pour les articles homonymes, voir de la Parra.
 (février 2019).
Si vous disposez d'ouvrages ou d'articles de référence ou si vous connaissez des sites web de qualité traitant du thème abordé ici, merci de compléter l'article en donnant les références utiles à sa vérifiabilité et en les liant à la section « Notes et références ».
Bodil de la Parra, née le 19 octobre 1963 à Amsterdam,,, est une actrice et scénariste néerlandaise.

## Filmographie

### Cinéma et téléfilms
- 1986 : Als in een roes... : La chanteuse
- 1989 : Lost in Amsterdam (nl) : Bo
- 1990 : De nacht van de wilde ezels (nl) : La secrétaire
- 1991 : Openbaringen van een slapeloze (nl) : La 2ème assistante de recherche
- 1994 : De Sylvia Millecam Show (nl) : Alma Höpperson
- 1994 : Pril geluk (nl) : Jong-Jam
- 1999 : Goede daden bij daglicht : Dana
- 2001 : Baantjer : Marga Hofstee
- 2004 : Het glazen huis (nl) : Jantien Zilverberg
- 2005-2008 : Keyzer & de Boer advocaten : Atty. Strengel
- 2006 : Van Speijk : Anita Duif
- 2007 : Dennis P. (nl) : L'employé Cash n°2
- 2008-2016 : Toren C : Ellen Roodzorg
- 2010 : Verborgen gebreken (nl) : La fonctionnaire
- 2015 : Bluf (nl) : Madame Radboud de Ridder
- 2015 : Bureau Raampoort (nl) : Mme de Lange
- 2016 : Moordvrouw : L'infirmière
- 2017 : B.A.B.S. (nl) : Natascha
- 2017 : Flikken Maastricht : Karin Hutten
- 2017-2018 : Klem (nl) : Irene

### Scénariste
- 2001 : Passing Future - 3 Solo's

## Vie privée
Elle est la fille du réalisateur Pim de la Parra.